# Zemsta (film 2002)

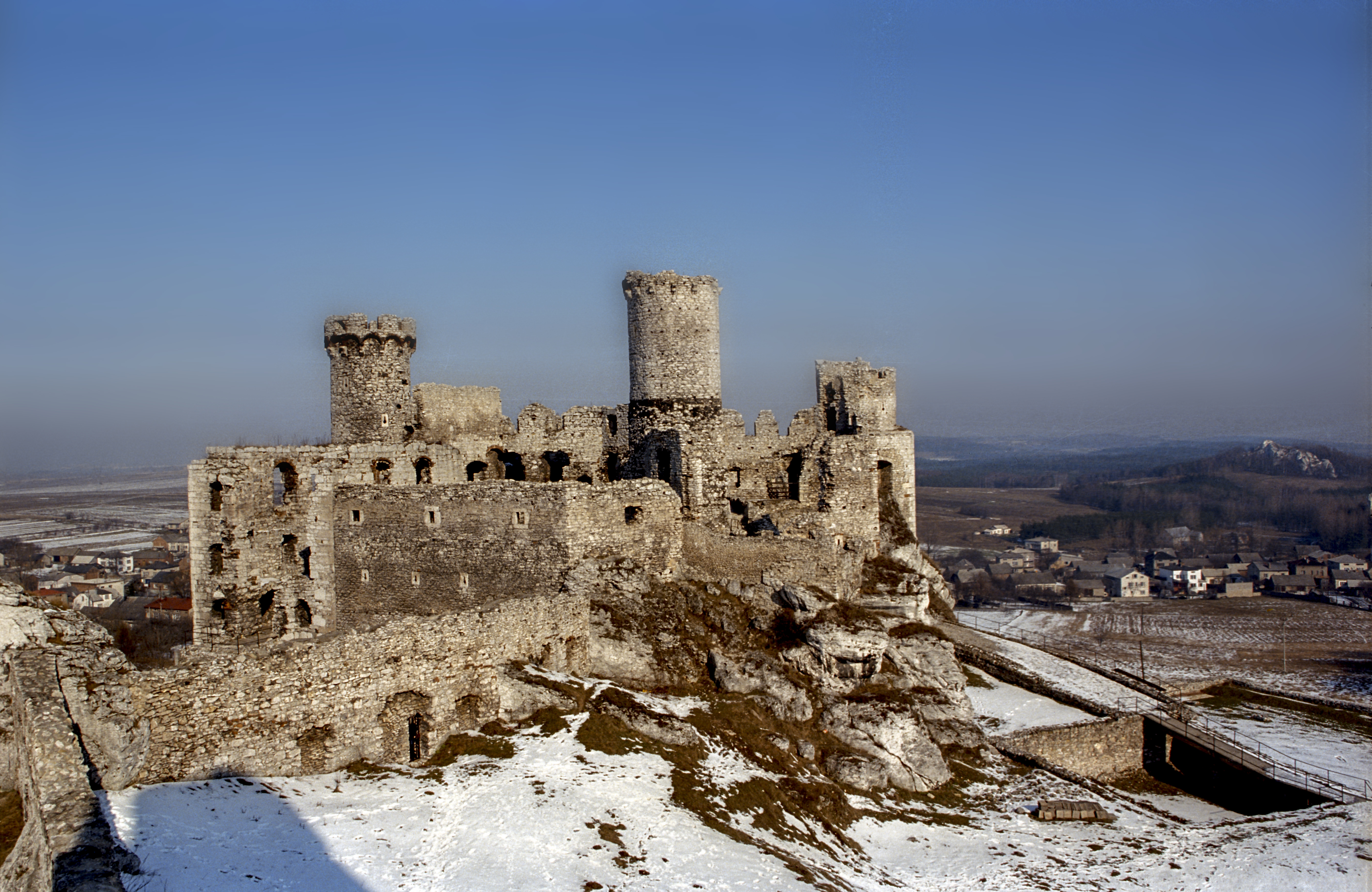
Zamek Ogrodzieniec w Podzamczu, gdzie realizowano film

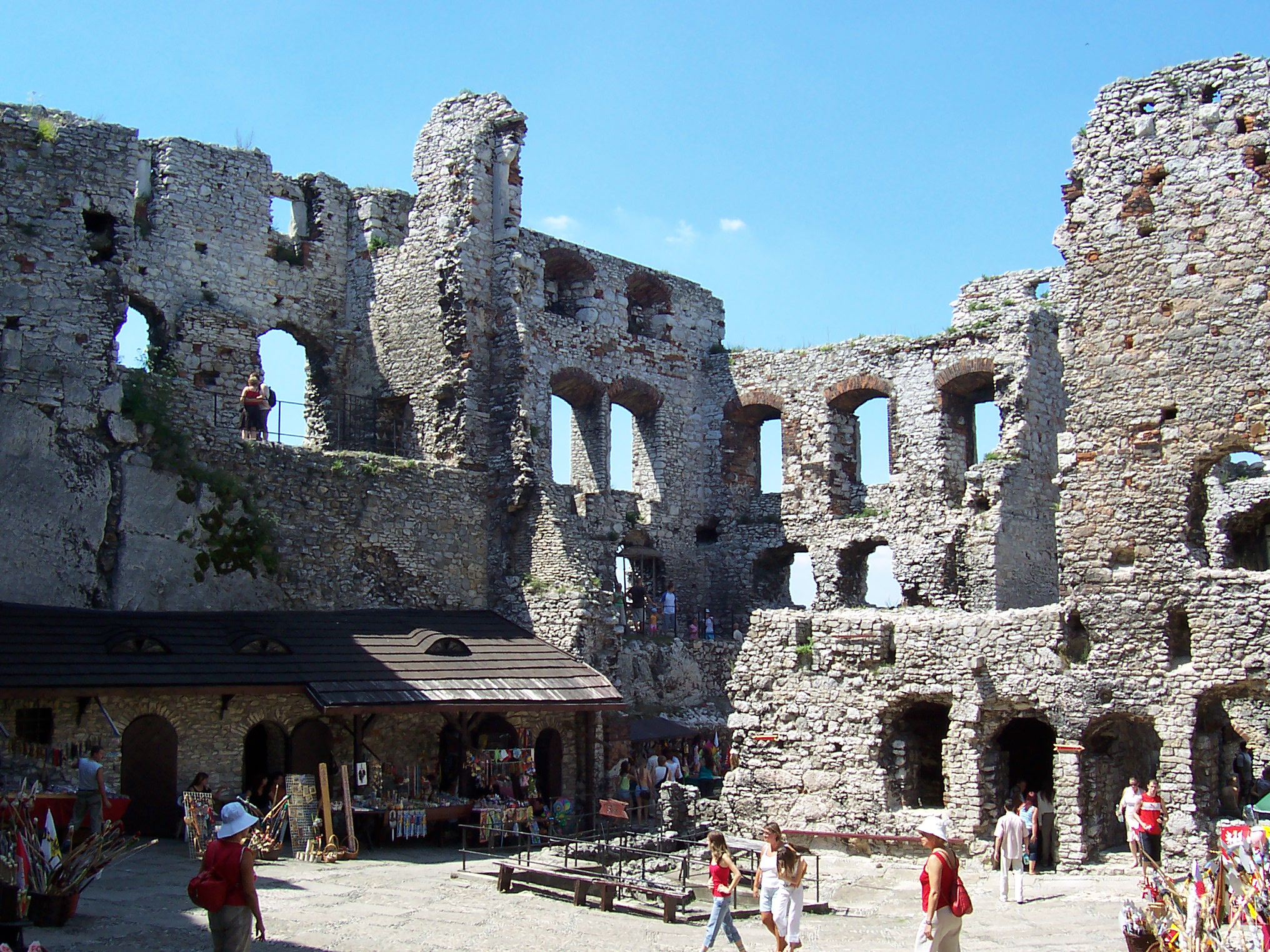
Dziedziniec zamku w 2007 roku, z usuniętymi dekoracjami filmowymi

Zemsta – film kostiumowy produkcji polskiej z 2002 roku, w reżyserii Andrzeja Wajdy, na podstawie komedii Aleksandra Fredry Zemsta.
Zdjęcia do filmu powstawały od 5 lutego do 28 marca 2002.

## Obsada
- Janusz Gajos − Cześnik Raptusiewicz
- Andrzej Seweryn − Rejent Milczek
- Roman Polański − Józef Papkin
- Agata Buzek − Klara Raptusiewiczówna
- Daniel Olbrychski − Dyndalski
- Katarzyna Figura − Podstolina
- Rafał Królikowski − Wacław Milczek
- Lech Dyblik − Śmigalski
- Cezary Żak − Perełka
- Tadeusz Wojtych − murarz Maciej Miętus
- Jerzy Nowak − murarz Michał Kafar
- Henryk Gołębiewski − murarz
- Jerzy Słonka − ksiądz
- Wiesław Łągiewka(inne języki) − służący
- Michał Sieczkowski − służący
- Tomasz Olszewski − powożący
- Jerzy Rybiński(inne języki) − powożący
- Grażyna Zielińska − kucharka Cześnika
- Waldemar Czyszak − służący

## Opis fabuły
Cześnik Raptusiewicz chciałby ożenić się z wdową Podstoliną, która bawi u niego z wizytą, jest jednak nieobyty i nieśmiały. Wzywa więc Papkina, bawidamka i hulakę, by pośredniczył w swatach, a jednocześnie utrzymywał w jego imieniu kontakty z sąsiadem – rejentem Milczkiem, z którym Cześnik jest skłócony.

## Plenery
- Zamek Ogrodzieniec, Karczew (Kościół św. Wita), Warszawa (Kościół św. Antoniego z Padwy), Mariańskie Porzecze (kościół).

## Nagrody
- Film otrzymał 8 nominacji do nagrody Orzeł w następujących kategoriach: Najlepsza Reżyseria, Najlepszy Aktor (Janusz Gajos), Najlepsza Aktorka (Katarzyna Figura), Najlepszy Aktor Drugoplanowy (Daniel Olbrychski), Najlepsza Aktorka Drugoplanowa (Agata Buzek), Najlepsza Muzyka i Najlepszy Montaż.
- Zemsta otrzymała również nominację do Złotego Delfina na Międzynarodowym Festiwalu Filmowym Festroia w 2004 roku[1].